# Eurobowl 1997
Navigation
Édition précédente Édition suivante
L'Eurobowl 1997 est la 11e édition de l'Eurobowl.
Elle sacre les Allemands des Blue Devils de Hambourg.

## Clubs de l'édition 1997
| Équipe                            | Nationalité |
| --------------------------------- | ----------- |
| Blue Devils de Hambourg           | Allemagne   |
| Vikings de Vienne                 | Autriche    |
| Panthers de Madrid                | Espagne     |
| Helsinki Roosters                 | Finlande    |
| Mousquetaires du Plessis-Robinson | France      |
| Phoenix de Bologne                | Italie      |
| Leicester Panthers                | Royaume-Uni |
| Kristianstad Lions                | Suède       |

## Play-offs

### Quarts de finale
| Date        | Home                              | Score   | Away               |
| ----------- | --------------------------------- | ------- | ------------------ |
| 10 mai 1997 | Blue Devils de Hambourg           | 42 - 18 | Panthers de Madrid |
| 10 mai 1997 | Vikings de Vienne                 | 28 - 32 | Phoenix de Bologne |
| 17 mai 1997 | Mousquetaires du Plessis-Robinson | 22 - 0  | Leicester Panthers |
| 17 mai 1997 | Helsinki Roosters                 | 36 - 23 | Kristianstad Lions |

### Demi-finales
| Date        | Home                              | Score   | Away               |
| ----------- | --------------------------------- | ------- | ------------------ |
| 30 mai 1997 | Blue Devils de Hambourg           | 35 - 12 | Helsinki Roosters  |
| 30 mai 1997 | Mousquetaires du Plessis-Robinson | 33 - 34 | Phoenix de Bologne |

### Finale
| Date                      | Home                    | Score   | Away               |
| ------------------------- | ----------------------- | ------- | ------------------ |
| 28 juin 1997, à Stuttgart | Blue Devils de Hambourg | 35 - 14 | Phoenix de Bologne |

## Source
- (fr)